# Miroslav Župančić
Miroslav Župančić Žup (Zenica, 14. maj 1949) bosanskohercegovački je i hrvatski kipar. Od 1991. godine živi i radi u Zagrebu.
Skulpture su mu često od bračkog kamena (visokokvalitetni krečnjak), mermera i granita, a inače od raznog kamena i drveta, kao i bronze i stakla. Autor je skulptura smještenih u javnim prostorima u hrvatskim i inostranim gradovima: Zagrebu, Crikvenici, Pakracu, Bibinju, Okučanima, Novoj Gradiški, Varaždinu, Minhenu, Torontu, Rimu i dr. Za svoj umjetnički rad primio je više nagrada i priznanja te učestvovao na 50-ak samostalnih i skupnih izložbi.
Neka poznata djela su mu Akt (1989), Igra (1992), Grozdana (1996), Ovan, Krist, Žena i dr., a popularna izložba — Utočišta.
Prije nego što je postao kipar (1970) bio je automehaničar.
Na izborima 2003. za Hrvatski sabor kandidovao se kao član Stranke hrvatskih branitelja (SHB), koja nije ušla u parlament.

## Spoljašnje veze
Mediji vezani za članak Miroslav Župančić na Vikimedijinoj ostavi